# 크리스토퍼 머네이
크리스토퍼 머니(Christopher Murney, 1943년 7월 20일 ~ )는 미국의 배우이다.

## 출연 작품
- 카페 소사이어티 (1995년) - 프랭크 역
- 대강탈 (1991년)
- 바톤 핑크 (1991년) - 더치 형사 역
- 남북전쟁 (1990년) - 엘리야 헌트 로디스 역
- 브룩클린으로 가는 마지막 비상구 (1989년) - 폴리 역
- 나의 성공의 비밀 (1987년)
- 맥시멈 오버드라이브 (1986년)
- 라스트 드래곤 (1985년)
- 슬랩 샷 (1977년)

### 텔레비전
- 원 라이프 투 리브 (1968년)